# Barranca de Upía
Barranca de Upía - Meta es un municipio colombiano, ubicado al norte del Departamento del Meta, cerca de Cundinamarca y el departamento del Casanare. Es parte de los Llanos Orientales y tuvo un importante papel en la historia de Colombia.[cita requerida] Se encuentra a 107 km de la capital departamental, Villavicencio, al nororiente.

## Historia
Ocho meses tuvo que esperar el conquistador alemán Jorge de Espira y su tropa para. a la altura del sector de Barrancas del Río Upía, para que sus crecientes los dejaran pasar el 1 de diciembre de 1536, convirtiéndose en los primeros europeos en pisar las tierras que corresponden al actual Departamento del Meta, región en la que comenzaban los dominios de la prehispánica familia Guayupe.[cita requerida]
Por su estratégica ubicación, desde tiempos de la colonia el lugar sirvió como posada ribereña y se convirtió en camino real dentro de la ruta ganadera entre Medina, Casanare y San Martín. En la época de la Independencia los ejércitos patriotas se ubicaron allí; igual situación ocurrió con las fuerzas liberales durante la Guerra de los Mil Días, en los comienzos de 1900, cuando dos soldados desertan para quedarse en el incipiente caserío.[cita requerida] Fueron Juan José Mendoza y Francisco Walter, quienes se hicieron socios de una empresa de transporte con mulas y establecen la primera miscelánea del lugar. Walter pronto se convirtió en líder comunitario que motivó la construcción de viviendas con bahareque y moriche, organizándole un trazado octagonal al caserío, cuya primera capilla techada con madera estuvo ubicada en el lugar del templo actual.
La navegación aérea se inicia en la década de 1940 con la llegada del primer avión comandado por el capitán Francisco Series. Antes, en tiempo de invierno las provisiones llegaban desde Villavicencio por vía terrestre hasta Puerto López, de allí por vía acuática se transportaba a Cabuyaro y a lomo de mula hasta Barranca de Upía. En el verano los suministros llegaban por el camino ganadero desde Cumaral.[cita requerida]
Hacia 1936 el poblado adquiere la categoría de corregimiento en jurisdicción de Cabuyaro. Posteriormente con la Ordenanza n.º 21 de 1961 se le eleva a Inspección de Policía de Cumaral.[cita requerida]
Durante treinta años Barranca de Upía fue una inspección de policía perteneciente al municipio de Cumaral.  Todos los recursos que se recaudaban en esta inspección iban a parar a las arcas de Cumaral y realmente era muy poco lo que beneficiaban a los barranqueños, que padecían múltiples necesidades.[cita requerida]
Pero ese inconformismo de unos líderes locales fue fundamental, ya que lograron, tras varios memoriales y con la ayuda de algunos diputados del Departamento del Meta, que se tramitara una ordenanza en la Asamblea Departamental para desligar a Barranca de Upía de Cumaral como inspección y que se constituyera en un ente administrativo independiente y autónomo como nuevo municipio del Meta;[cita requerida]
el objetivo se logró con la promulgación de la Ordenanza 005 del 16 de octubre de 1990, firmada por el presidente de la Asamblea de esa época José Martínez Guchuvo y sancionada el 22 de octubre del mismo año por el entonces Gobernador Eduardo Fernández Delgado;[cita requerida]
pero esa ordenanza tenía serios vicios de ilegalidad, por factores como por ejemplo que el nuevo municipio no contaba con el número de habitantes exigidos por la ley para crear este tipo de entes territoriales y la carencia de otros requisitos legales. Por estos motivos la citada ordenanza fue demanda, generándose el expediente 1690 y fallada en contra por parte del Tribunal Contencioso Administrativo del Meta; es decir se desvanecía la anhelada pretensión de ser municipio.[cita requerida]
Frente a este desafortunado fallo, se hizo una apelación para que esa decisión fuera revisada por el Consejo de Estado, con la esperanza que allí posiblemente se revocaría el fallo del Tribunal del Meta. Pero no fue así y el Consejo de Estado ratificó el fallo del Tribunal Contencioso en una sentencia del 16 de mayo de 1991.[cita requerida]
Para esa época, Colombia estaba en plena Asamblea Nacional Constituyente, máxima autoridad que reformó la Constitución Colombiana; por una nueva iniciativa de estos dirigentes barranqueños, en especial Ricardo Vallejo Vera, Rafael Perilla y Francisco Velandia Ruiz, entre otros que no se daban por vencidos enviaron dos cartas a la Asamblea Constituyente, invocando un recurso de súplica, pidiéndoles a sus Presidentes que dentro de la reforma que se estaba realizando a la Constitución, se rebajaran los requisitos para la creación de municipios y así poder volver a insistir en ese propósito ante la Asamblea Departamental del Meta. Una de esas cartas fue enviada como último instancia el 2 de julio de 1991, es decir, dos días antes de que se promulgara el texto final de la Nueva Constitución Política de Colombia. De ninguna de las dos comunicaciones, los barranqueños sabían que suerte habían corrido, ya que por los medios nacionales solamente se conocían los grandes debates de los temas trascendentales que contendría la Carta Magna.[cita requerida]
Así que con más resignación que esperanza, Barranca de Upía parecía condenada a seguir dependiendo de Cumaral, pues ya la Asamblea Nacional Constituyente había clausurado el día 4 de julio su trabajo y no existía ninguna respuesta a las dos cartas enviadas.[cita requerida]
Pero una semana después, cuando ya se comenzaba a desmontar toda la estructura administrativa, que a la luz de la ordenanza que hasta el momento resultaba fallida, había montado el departamento en Barranca como municipio, salió publicado en una separata especial de un periódico de circulación nacional, el texto completo de la nueva Constitución Política de Colombia. Allí, en ese texto, en la parte final donde los Constituyentes incluyeron los artículos transitorios,  aparecía el Artículo Transitorio 40: «Son válidas las creaciones de municipios hechas por las Asambleas Departamentales antes del 31 de diciembre de 1990»[cita requerida]
Con este corto pero contundente texto Barranca de Upía comenzó un nuevo capítulo en su historia y en la historia de Colombia, al ser el único municipio del país que prácticamente fue creado por Constitución, pues fue la Carta Magna la que convalidó la demandada Ordenanza que se había caído por falta de legalidad.[cita requerida]
Ya en un periodo más reciente, es muy claro que Barranca de Upía no significaba nada para el país y no pasaba de ser un pequeño municipio más dentro del territorio. Según cifras del DANE, en 2005 tenía 3.197 habitantes, es decir el 0,0075% de la población total de Colombia. De los más de 1.100 municipios, le correspondía uno de los últimos puestos al ubicarse en el lugar 1.037. Ya en el contexto departamental, la situación no era la mejor, pues de los 29 municipios que tiene el Meta, estaba en el puesto 27, representando tan solo un 0,4082% de la población de este Departamento.[cita requerida]
Solamente a mediados del año 2007 este municipio comienza a tener figuración a nivel nacional, y fue por la aparición de petróleo en su subsuelo, al iniciarse la exploración del campo Corcel por parte de la firma canadiense Petrominerales Ltd.[cita requerida]

## Símbolos de la ciudad

### Escudo
Representado de la siguiente manera: en la parte superior las letras D.M. que significan Departamento del Meta. El color amarillo por el sol de la llanura. La caramera simbolizando la ganadería. La franja azul significa el Río Upía. La palmera y la espiga de arroz como representación de la agricultura. La franja blanca en la parte superior simboliza la paz y la verde como símbolo de la fertilidad del suelo.[cita requerida]

### Bandera
Conformado por una franja superior de color blanco que representa la paz, seguida por otra de color verde simbolizando la fertilidad de sus tierras. Un triángulo de 60° de color amarillo, pegado al extremo del asta, como representación del ardiente sol de nuestra tierras.[cita requerida]

## Geografía

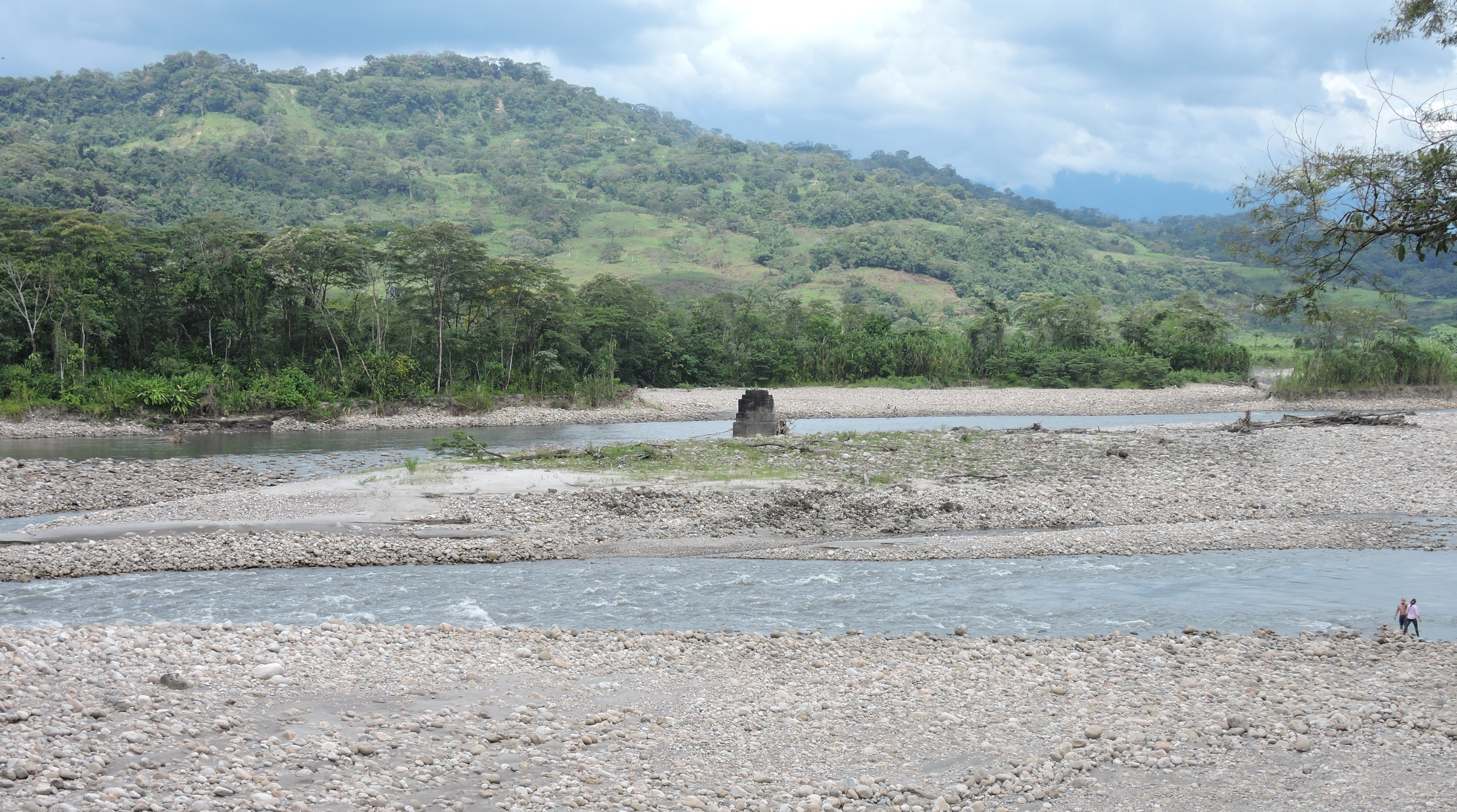
Río Upía.

### Límites municipales
Barranca de Upía está delimitado por los siguientes municipios:
| Noroeste: Paratebueno ( Cundinamarca) | Norte: San Luis de Gaceno ( Boyacá) (Río Guavio) | Nordeste: Sabanalarga ( Casanare) (Río Upía) |
| Oeste: Paratebueno ( Cundinamarca)    |                                                  | Este: Villanueva ( Casanare)                 |
| Suroeste: Cabuyaro (Río Humea)        | Sur: Cabuyaro (Río Humea)                        | Sureste: Cabuyaro                            |

## Flora y fauna
Por su geografía de sabanas, bosques de galería y piedemonte, cuenta con una gran riqueza vegetal y animal, así en su vegetación se destacan el cañofístol, la ceiba, la caraña, el matapalo, la guadua, la cañabrava, el moriche y el bijao. De igual manera entre sus especies animales abundan perros de agua, chigüiros, pericos ligeros, cachicamos, osos hormigueros y palmeros, diversidad de garzas, venados, zorros, comadrejas, anacondas y perdiceros, terecayes y galápagos, cachirres y una extensa gama de peces.

## División político-administrativa
La cabecera municipal se encuentra dividida en seis barrios: El Centro, Pueblo Nuevo, Las Ferias, La Libertad (primera y segunda etapa) y El Prado.
Además, Barranca de Upía tiene bajo su jurisdicción el Centro poblado: San Ignacio.

#### Veredas
Tiene las siguientes veredas constituidas: Guaicaramo, El Hijoa, El Algarrobo, Carutal, Los Pavitos, Las Moras.

## Economía
La base económica de la municipalidad es el sector agropecuario, aunque también el sector pesquero ocupa un puesto importante en la economía municipal.

### Sector agrícola
El sector agrícola, con los cultivos de palma de aceite (a cargo de Plantaciones Guaicaramo S.A. y Palmas del Upía) suma una extensión aproximada de 3.000 hectáreas a las que se les calcula una producción anual de 7.800 toneladas, situación que le lleva a ocupar el cuarto puesto dentro del contexto departamental. Otros cultivos tradicionales son arroz, plátano, algodón, maíz y yuca.

### Sector pecuario
En el campo pecuario se destaca la ganadería bovina, seguida de la porcina y la caballar. También la avicultura de engorde y postura guarda importancia.

## Administración y política
Actualmente la alcaldesa de Barranca de Upía es Isabel Betancourt Álvarez, elegida el 27 de octubre de 2019.

### Servicios públicos
- Alcantarillado: Tiene un cubrimiento del 90%. Ante la ausencia de lagunas de oxidación, las aguas servidas se vierten directamente al río Upía.

- Aseo: La recolección de basuras se presta cada tres días en un vehículo compactador. Existe un sitio para la disposiciòn de residuos sòlidos a campo abierto; el control de moscas y otros insectos se efectúa con trampas y la avispa Falangea.}
- Acueducto: Mediante sistema de gravedad se capta del caño Pavitos. Como no se dispone de una planta de tratamiento de aguas, éstas solo se tratan con cloro. Cubre el 100% de la población, sin embargo no existe tratamiento de las aguas negras las cuales son vertidas directamente al río upía.
- Energía eléctrica: La Electrificadora de Boyacá le suministra el fluido, dándole un cubrimiento aproximado al 90% de su territorio, reportándose frecuentes fallas en su prestación por lo que la comunidad e afecta por sus interrupciones.
- Gas Domiciliario: la totalidad del casco urbano cuenta con redes de gas natural proveniente de una red que se extiende desde la vereda San Ignacio hacia el municipio.
- Telefonía: Depende de la planta de Villanueva (Casanare), contabilizándose un total de sesenta líneas de tipo familiar o comercial.
- Transporte: Por estar sobre la Troncal del Llano es atendido por empresas interdepartamentales como Flota La Macarena, Sugamuxi, y taxis colectivos.
- Salud: En el área urbana se dispone de un puesto de salud desde el que se prestan los servicios de laboratorio clínico, odontología, consulta externa, urgencias, farmacia, saneamiento ambiental y vacunación. Las veredas de San Ignacio y El Hijoa cuentan también con centro de salud. La mayor parte de la población se encuentra afiliada al régimen subsidiado; la minoría cotizan al régimen contributivo.

## Turismo
La infraestructura hotelera del municipio la componen los establecimiento Para eventos culturales, recreativos y deportivos la población cuenta con concha acústica, manga de coleo, cancha de fútbol, dos parques infantiles y el parque central con una cancha múltiple. Actualmente se construye el parque biosaludable La Ye, ubicado justo a la salida hacia las veredas Pavitos y San Ignacio, donde la población puede hacer ejercicios de calistenia principalmente.[cita requerida]

### Sitios de interés
La variedad geográfica de su jurisdicción le da una gran riqueza natural, destacándose como principales sitios de atracción El paso Emanuel Cruce Del Conquistador Alemán Jorge De Espiria; El Mirador Encantado, El Único Cuatrifinio de Colombia, El paso Del Canoero; las Aguas Termales en la vereda Guaicaramo, el cañón del río Upía cuyas aguas y playas se pueden disfrutar en temporada de verano y en general su paisaje de piedemonte y sabana.

## Servicios públicos
- Energía Eléctrica: Electrificadora del Meta (EMSA), es la empresa prestadora del servicio de energía eléctrica.
- Gas Natural: Llanogas, es la empresa distribuidora y comercializadora de gas natural en el municipio.